# ادريانو سوزا لوبيز
ادريانو سوزا لوبيز (بالبرتغالية: Adriano de Sousa Lopes‏) هو رسام برتغالي، ولد في 20 فبراير 1879 في ليريا في البرتغال، وتوفي في 21 أبريل 1944.

## معرض صور

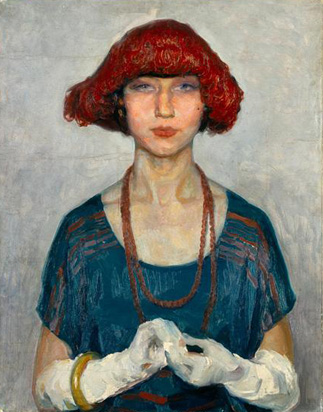
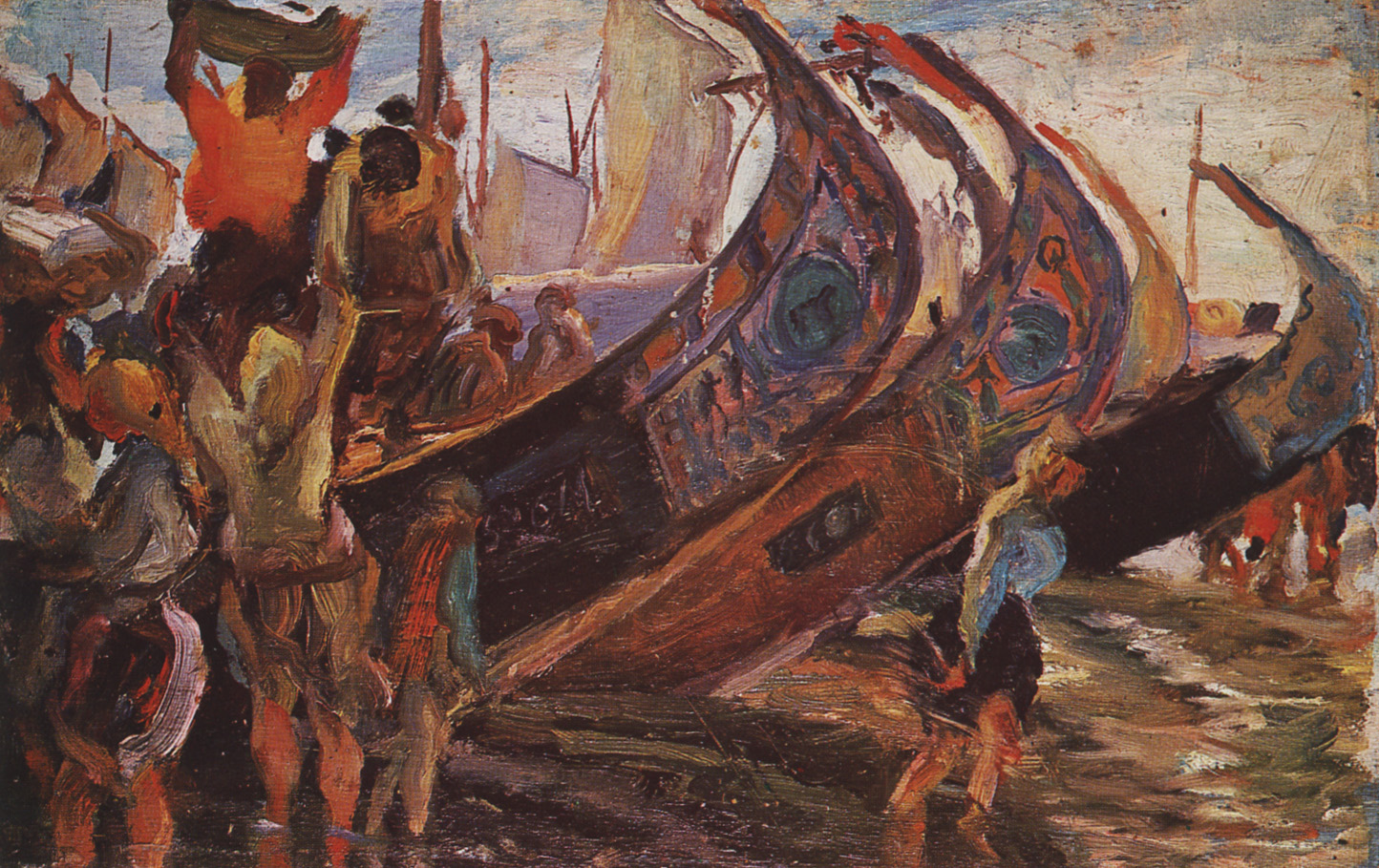
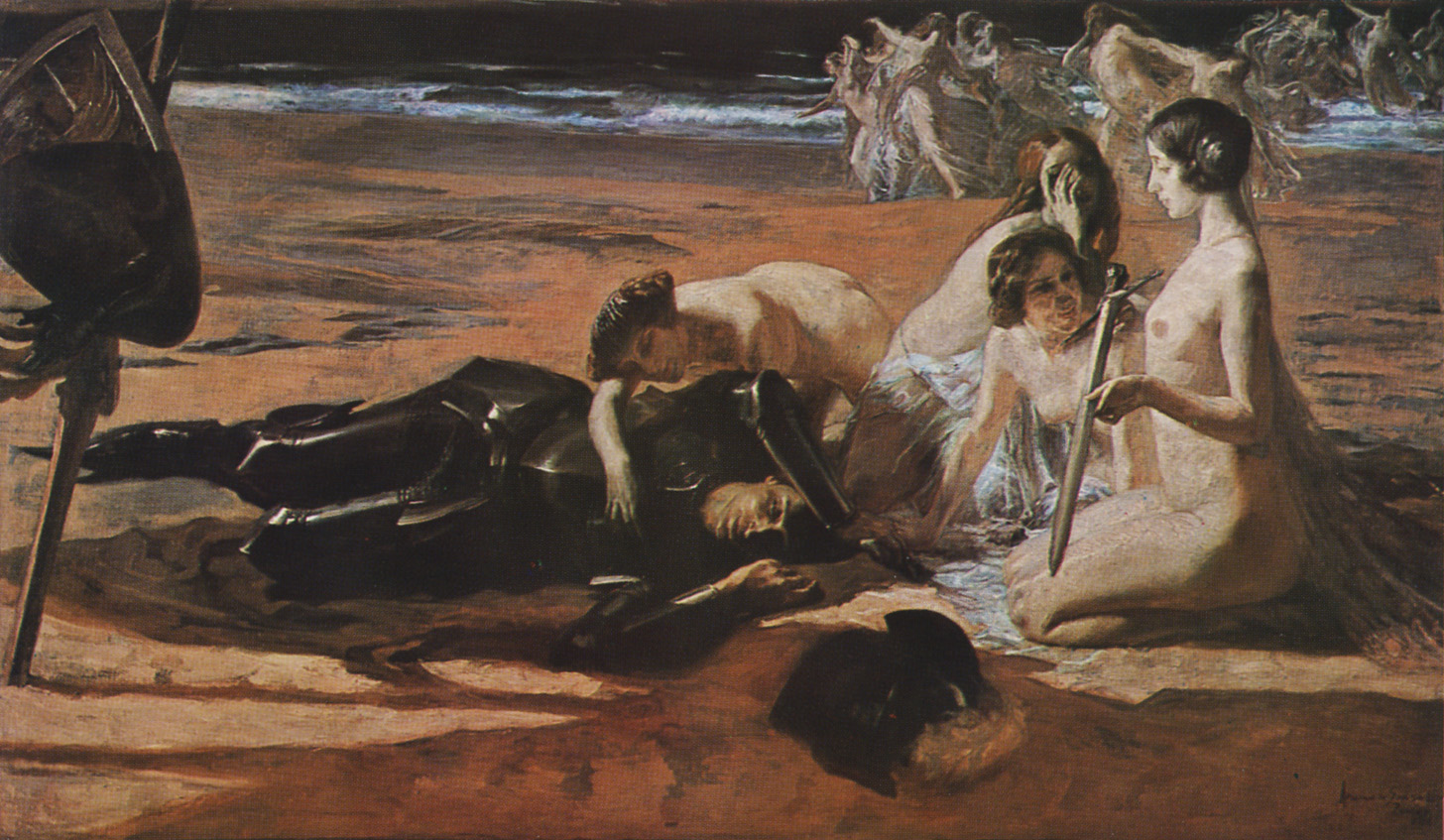
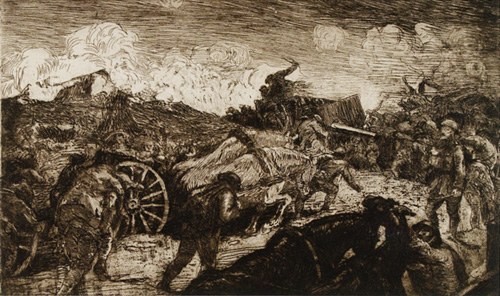